# Cảm giác kèm

Ví dụ phỏng theo cách mà người có khả năng cảm giác kèm có thể cảm giác (nhưng không nhất thiết phải thấy) một số chữ và số.

Cảm giác kèm (tiếng Anh: synesthesia hay synæsthesia) là một hiện tượng tri giác, trong đó một kích thích của một con đường về giác quan hay nhận thức dẫn đến những trải nghiệm không tự ý ở một con đường về giác quan hay nhận thức khác.
Với một loại cảm giác kèm thường gặp, được gọi cảm giác kèm tự vị → màu (grapheme → color synesthesia), các chữ cái và chữ số được cảm giác là có màu sắc cố hữu. Với tính cách hóa số-chữ (ordinal linguistic personification, OLP), các số, ngày trong tuần, và tháng trong năm gợi lên tính cách, trong khi với loại không gian–dãy hoặc khuôn số (number form), chúng gợi lên những vị trí chính xác trong không gian (chẳng hạn 1980 có thể "xa hơn" 1990) hoặc có thể cảm giác một năm là một bản đồ ba chiều. Một loại nữa mới được khám phá, cảm giác kèm chuyển động thị giác → âm thanh, làm cho nghe tiếng động khi nào thấy chuyển động thị giác và ánh sáng lung linh. Hơn 60 loại cảm giác kèm được báo cáo, nhưng chỉ có một số loại được các nhà khoa học nghiên cứu. Ngay cả trong nhóm người có cùng loại, mỗi người có thể cảm giác kèm đến độ khác nhau, và mỗi người nhận thấy khả năng cảm giác kém đến độ khác nhau.
Tuy các ẩn dụ đa giác quan (thí dụ như "câu văn sáng sủa") đôi khi được coi là có tính "cảm giác kèm", nhưng cảm giác kèm thật sự là không tự ý. Có ước lượng rằng tỷ lệ người có cảm giác kèm có thể cao đến một trong 23 người khi tính vào các loại. Chứng cảm giác kèm truyền mãi trong gia đình, nhưng cách di truyền chưa rõ. Nó cũng được báo cáo trong lúc sử dụng ma túy, sau khi bị đột quỵ, trong lúc lên cơn động kinh thùy thái dương (temporal lobe epilepsy), hoặc do mù mắt hay điếc tai. Cảm giác kèm không có nguồn gốc di truyền được gọi "cảm giác kèm tự sinh" (adventitious) để phân biết với những loại "bẩm sinh" thông thường hơn. Cảm giác kèm tự sinh do ma túy hoặc đột quỵ (nhưng không do mù điếc) hình như chỉ gây ra một số liên kết giác quan như âm thanh → thị giác hoặc tiếp xúc → thính giác; không có hay không có nhiều trường hợp được biết đến có liên quan đến kiến thức hay văn hóa, như là tự vị, từ vị, ngày trong tuần, hoặc tháng trong năm.
Các nhà khoa học đã nghiên cứu rất nhiều về cảm giác kèm vào cuối thế kỷ 19 và đầu thế kỷ 20, nhưng hội chứng chủ yếu bị bỏ rơi vào giữa thế kỷ 20 và chỉ mới được nhà nghiên cứu hiện đại khám phá lại. Các nhà nghiên cứu tâm lý học đã chứng minh rằng sự kiện cảm giác kèm có thể có ảnh hưởng dáng điệu đo được, và các bài nghiên cứu dùng hình ảnh thần kinh chức năng đã nhận ra những kiểu mẫu kích thích não khác nhau. Nhiều người có cảm giác kèm lợi dụng khả năng đặc biệt của họ trong quá trình sáng tạo, và nhiều người không có cảm giác kèm đã sơn vẽ tác phẩm nghệ thuật để cố gắng bắt chước hội chứng này. Các nhà tâm lý học và nhà thần kinh học nghiên cứu về cảm giác kèm để rút kinh nghiệm về những quá trình nhận thức và tri giác đều có trong người thường và người có cảm giác kèm.